# 플루오린화 수소
플루오린화 수소(영어: hydrogen fluoride)는 불화 수소(弗化水素), 에칭가스(영어: etching gas) 등으로 불리는 플루오린과 수소의 화합물로, 화학식은 HF이다. 무색의 기체 또는 액체 형태의 플루오린화 수소는 플루오린의 중요한 산업적 공급원이며, 수용액은 플루오린화 수소산(불산)으로 불린다. 플루오린화 수소는 테플론 등의 의약품 및 중합체를 포함한 많은 중요 화합물들의 제조에 있어 중요한 공급 원료이며, 플루오로안티몬산 등의 초강산에 들어가는 성분이기도 해서 석유 화학 산업에도 널리 사용된다.

## 역사
예전부터 플루오린화 수소산은 유리 산업에서 알려져 있었으며, 1771년에 스웨덴의 화학자인 칼 빌헬름 셸레는 플루오린화 수소산을 대량으로 제조했다. 프랑스의 화학자인 에드몽 프레미(Edmond Frémy, 1814년~1894년)는 플루오린을 분리하려는 시도 중에 무수 플루오린화 수소(HF)를 발견했다고 알려져 있다.

## 구조 및 반응
| 결정질 플루오린화 수소에서 HF 사슬의 구조 |

플루오린화 수소(HF)는 이원자 분자이지만, 분자 간에 비교적 강한 수소 결합을 형성한다. 고체 상태에서는 분자 간에 지그재그 형태의 사슬 구조를 갖는다. 이 때 HF 분자 내에서의 H-F 결합 거리는 95 pm이고, HF 분자 간에는 155 pm의 거리를 형성한다. 또한 액체 HF도 분자 간에 사슬 모양을 형성하지만, 사슬의 길이가 평균적으로 5~6개의 분자들로 구성될 정도로 짧은 편이다.

### 다른 할로젠화 수소와의 비교
다른 할로젠화 수소들(염화 수소, 브로민화 수소, 아이오딘화 수소)이 상온에서 보다 훨씬 낮은 −85 °C ~ −35 °C에서 끓는 반면, 플루오린화 수소는 분자 간의 수소결합으로 인해 20 °C 정도의 상대적으로 높은 온도에서 끓는다. HF 분자들 사이의 이러한 수소 결합은 액체 상태에서 높은 점성을 유발하고, 기체 상태에서 예상되는 압력보다 낮은 압력을 발생시킨다. 또한 다른 할로젠화 수소들과는 다르게 공기보다 가볍다.

### 수용액
다른 할로젠화 수소들은 물에서 제한된 용해도를 나타내는 데 비해, 플루오린화 수소(HF)는 어떤 비율로든 물과 잘 섞인다. 플루오린화 수소는 −40 °C에서 일수화물인 HF.H2O를 형성하며, 이는 순수한 HF의 녹는점보다 44 °C 높다.
| HF 와 H2O의 유사성 |                                                                                       |
| graph showing trend-breaking water and HF boiling points: big jogs up versus a trend that is down with lower molecular weight for the other series members. | graph showing humps of melting temperature, most prominent is at HF 50% mole fraction |
| 할로젠화 수소(파랑)과 칼코젠화 수소(빨강)의 끓는 점. 각각의 그래프에서 플루오린화 수소와 물은 경향에서 벗어나는 모습을 보인다.                              | 플루오린화 수소와 물의 혼합물의 어는점. 화살표는 고체 상태의 화합물을 나타낸다.       |

HF의 수용액은 플루오린화 수소산이라고 불린다. 희석된 플루오린화 수소산은 다른 할로젠화 수소산들과는 달리 약산이다. 그러나 농축된 플루오린화 수소산은 수소 결합된 이온쌍 [H3O+·F−]의 형성으로 인하여 강산이다. 무수 HF 용액에서 다음과 같이 자동 이온화가 일어난다.
3 HF  H2F+ + HF−
2
이는 매우 강산성인 용액을 형성한다(H0 = -11).

### 루이스 산과의 반응
HF는 루이스 산과 반응하여 초강산 용액을 생성하며, 오플루오린화 안티모니(SbF5)와의 반응 결과 Hammet산도함수(H0)가 −21인 플루오로안티몬산 용액이 생성되었다.

## 제조
플루오린화 수소는 형석(CaF2)에 황산(H2SO4)을 가한 다음, 가열해서 제조한다.
CaF2  +  H2SO4  →  2 HF  +  CaSO4
제조된 HF의 약 20%는 비료 생산의 부산물인 헥사플루오린 규산으로부터 제조된다. 헥사플루오린 규산은 열분해 및 가수분해에 의해 분해되어 HF를 방출할 수 있다.
H2SiF6  →  2 HF  +  SiF4
SiF4  +  2 H2O   →  4 HF  +  SiO2
생성된 플루오린화 수소는 유리와 반응하기 때문에, 제조 시 유리로 된 실험기구를 사용하지 않는다.

## 이용
일반적으로 무수 화합물인 플루오린화 수소는 수용액인 플루오린화 수소산보다 산업에 보다 일반적으로 사용된다. 플루오린화 수소의 주된 용도는 유기플루오린 화합물의 전구체 및 알루미늄의 전기분해를 위한 빙정석의 전구체이다.

### 유기플루오린 화합물의 전구체
HF는 유기 염소화 합물과 반응하여 플루오린화 탄소를 생성한다. 이러한 반응의 중요한 용도는 테플론의 전구체인 테트라플루오로에틸렌(TFE)을 생성하는 것이다. 클로로포름은 HF에 의해 플루오린화되 염화이플루오린화메테인(R-22)을 생성한다.
CHCl3 + 2 HF → CHClF2 + 2 HCl
클로로다이플루오로메테인의 열분해(550°C~750°C 에서)는 테트라플루오로에틸렌을 생성시킨다.
HF는 유기 화합물의 전기화학적 플루오린화에서 반응성 용매이다. 이러한 접근법에서 HF는 탄화수소의 존재 하에서 산화되고, 플루오린은 C-H 결합을 C-F 결합으로 대체한다. 과플루오린화 카복실산 및 술폰산은 이러한 방법으로 생산된다.
1,1-다이플루오로에테인은 촉매로 수은을 사용하여 아세틸렌에 HF를 첨가함으로써 생성된다.
HC≡CH  +  2 HF   →   CH3CHF2
이러한 공정의 중간생성물은 플루오린화 비닐이며, 플루오린화 비닐은 폴리플루오린화 비닐의 단량체 전구물질이다.

### 금속 플루오린화물 및 플루오린 전구체
알루미늄의 전해 채취는 용융된 빙정석에서 플루오린화 알루미늄의 전기분해에 의존한다. 생산된 알루미늄의 1톤당 수 킬로그램의 HF가 소비된다. 다른 금속 플루오린화물들은 육불화 우라늄을 포함한 HF를 사용하여 생산된다.
HF는 HF와 중플루오린화 칼륨 용액의 전기분해에 의한 플루오린의 전구체(F2)이다. 무수 HF는 전기를 전도하지 않기 때문에 중플루오린화 칼륨이 필요하다. 매년 수 백만 킬로그램의 F2가 생산된다.

### 촉매
HF는 정유 공장의 알킬화 공정에서 촉매 역할을 한다. HF는 전세계에 설치되어 있는 대부분의 선형 알킬벤젠 생산 시설에서 사용된다. 이러한 공정은 n-파라핀의 올레핀으로의 탈수소화 및 HF를 촉매로 사용하는 벤젠과의 후속 반응을 포함한다. 예를 들어, 정유 공장에서 옥테인 휘발유의 구성 성분인 알킬레이트가 C3 및 C4 올레핀과 아이소뷰테인을 결합한 알킬화 단위로 생성된다.

### 용매
플루오린화 수소는 우수한 용매이다. 수소 결합에 참여하는 HF의 능력을 반영하여, 단백질과 탄수화물까지도 HF에 용해된다. 대조적으로 대부분의 비플루오린화 무기 화합물들은 용해되기 보다는 HF와 반응한다.

## 산으로서의 성질
다른 할로젠화 수소산들과는 달리 플루오린화 수소산은 수용액 상태에서 약산으로 존재한다. 이는 H-F간의 결합이 강한 것도 있지만, H2O와 F−이온이 이온쌍을 형성하여 자유 하이드로늄 이온이 적어지기 때문이다. 고농도에서 플루오린화 수소 분자는 호모어소시에이션(homoassociation)현상을 겪어 바이플루오라이드와 같은 다원자 이온과 양성자들을 형성하여 산성도가 높아지게 된다. 이로 인해 농축된 플루오린화 수소산 용액은 염화 수소산과 황산, 질산과 같은 강산의 양성자 첨가 반응을 일으킨다. 묽은 플루오린화 수소산은 약산으로 분류되지만, 매우 부식성이 높고, 유리와 반응하여 유리를 녹일 수 있는 물질이다.
플루오린 이온의 수소 결합으로 인해 플루오린화 수소산의 산성도는 농도에 따라 달라진다. 희석된 용액의 경우 산 해리 상수 Ka = 6.6×10-4 (pKa = 3.18)을 나타낸다. 이는 다른 할로젠화 수소 수용액들이 강산인 것(pKa < 0)과 대비된다. 농축된 플루오린화 수소산의 경우 훨씬 강한 산성을 띄는데 하메트 산도 함수(Hammett acidity function, H0)를 통해 나타낸다. 순수한 플루오린화 수소산의 H0 값은 −10.2에서 −11사이로, −12인 황산과 비슷하다.
열역학적인 관점에서 보면, 플루오린화 수소 용액은 비이상 용액으로 실제 농도보다 HF의 활동도가 더 빠르게 증가한다. 희석된 용액에서 낮은 산성도는 높은 H-F의 결합력에 기인하는데, 이는 플루오린화 수소의 높은 용해 엔탈피가 플루오린화 이온의 음의 수화 엔탈피보다 크게 작용하기 때문이다. 하지만, Giguère 와 Turrell은 적외선 분광법을 통해서 용해된 주요 화학종이 수소 결합을 한 이온쌍  [H3O+·F−]임을 보여주었다. 이 이온쌍의 연속적인 평형은 아래와 같이 나타난다.
H2O + HF  ⇌ [H3O+·F−]
[H3O+·F−]  ⇌  H3O+ + F−
첫번째 평형식은 우변으로 잘 이동하며(평형상수≫1), 두번째 평형식은 좌변으로 잘 이동한다(평형상수≪1). 즉, 플루오린화 수소가 잘 이온화되지만, 이온쌍을 형성하여 하이드로늄 이온의 열역학적 활동도 계수가 감소한다는 것을 의미한다. 따라서 용액이 산성을 덜 띠게 된다.
농축된 용액에서, 플루오린화 수소의 첨가는 이온쌍이 수소 결합을 하는 플루오린화 수소 이온(HF2−)을 형성하도록 하는 효과가 있다.
[H3O+⋅F−] + HF   H3O+ + HF−
2
이 반응을 통한 자유 하이드로늄 이온의 증가는 플루오린화 이온이 플루오린화 수소 이온을 형성하면서 안정화되는 동안 나타나는 급격한 산성도 증가를 설명한다. 이 산과 짝염기의 상호작용은, 호모공역(homoconjugation)의 한 예로 볼 수 있다. 순수한 플루오린화 수소 액체에서는 자동 이온화가 일어난다.
3 HF  H2F+ + HF−
2

## 건강에 미치는 영향

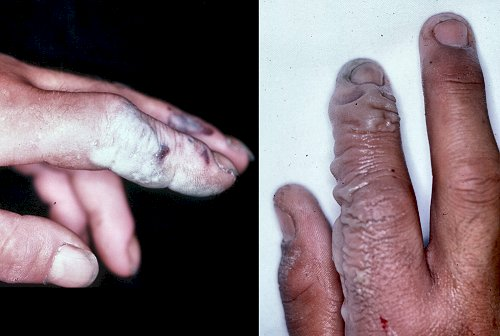
플루오린화 수소산에 의한 화상

플루오린화 수소가 체내의 수분과 접촉하면 부식성이 높고 독성이 강한 플루오린화 수소산이 생성된다. 그러므로 플루오린화 수소에 노출되면 그 즉시 응급 처치를 해야 한다. 플루오린화 수소는 각막을 빠르게 파괴하여 실명을 유발할 수 있다. 고농도의 플루오린화 수소를 들이마시거나 피부 접촉과 함께 플루오린화 수소를 들이마시면 불규칙한 심장 박동이나 폐에 액체가 축적되어 질식으로 사망할 수 있다.

## 반도체에서의 이용
2019년 한일 무역 분쟁으로 에칭가스(고순도 플루오린화 수소(불화 수소))가 유명해졌다.
대한민국에서는 현대중공업 화공사업부에서 분사해 1983년 6월에 창립한 후성(기업)(대표이사 송한주)이 플루오린화 수소(불화 수소)를 생산한다. 창립 당시 울산화학주식회사였던 회사명을 2008년 ㈜후성으로 변경했다. 전량 수입에 의존하던 프레온 가스를 KIST와 공동 개발해 수입을 대체했었다. 후성은 형석이라는 광물에 함유된 플루오린(F)을 화학 반응을 통해 플루오린화 수소(HF)를 제조하고, 이 플루오린화 수소를 이용해 각종 유기 화합물, 무기 화합물을 합성하는 원료로 사용하며 한국 플루오린 화합물의 최고 선두주자로 부상했다.
삼성전자와 SK하이닉스는 크게 두 가지 방식으로 에칭가스를 공급받고 있다. 스텔라, 모라타 등 일본 업체에서 고순도 에칭가스를 직접 들여오거나, 국내에 있는 협력업체가 사들인 일반 플루오린화 수소를 고순도로 가공한 제품을 조달받는 방식이다.
에칭가스는 일본 스텔라 케미파, 모라타화학공업 등이 전세계 공급량의 90% 이상을 책임지고 있다. 국내에서는 솔브레인, 이엔에프테크놀로지, 후성(기업), 원익머트리얼즈 등이 생산하지만, 일본 업체에서 원재료를 수입한 다음 합성 정제해 삼성전자 등에 납품하고 있다.
일본 정부는 한국 기업이 대량으로 수입한 에칭가스를 북한으로 수출하였다고 주장했다. 일반 플루오린화 수소는 독가스 생산, 우라늄 농축 과정에 사용되고, 고순도 플루오린화 수소는 반도체 생산 과정에 사용되는데, 한국의 플루오린화 수소 기업들은 일본에서 일반 플루오린화 수소를 수입해서 고순도 플루오린화 수소로 정제하여 삼성전자나 SK하이닉스 등에 납품하고 있다. 그러나 삼성전자나 SK하이닉스는 일본에서 고순도 플루오린화 수소를 직접 수입하는 양이 훨씬 더 많다.
이덕환 서강대 화학과 교수는 "과거부터 독가스를 제조하거나 우라늄을 농축할 때 저순도 플루오린화 수소(순도 97% 안팎)를 사용해왔다"며 "굳이 비싸고 구하기도 힘든 고농도 플루오린화 수소(에칭가스)를 쓸 이유가 없다"고 지적했다. 결국, 일본이 한국에 고순도 플루오린화 수소 수출을 재개해도 된다는 의미이다. 북한의 독가스 생산, 우라늄 농축 과정에서는 고순도 플루오린화 수소가 사용되지 않고, 주로 반도체 생산 과정에서 고순도 플루오린화 수소가 사용된다.

## 같이 보기
- 플루오린화 수소산
- 2012년 구미 가스 누출 사고